# Jost Bauch
 Jost Bauch  (* 1. Mai 1949 in Osnabrück; † 2. Dezember 2018) war ein deutscher Soziologe, Hochschullehrer, freiberuflicher Dozent und Publizist.

## Leben

### Werdegang
Jost Bauch wuchs als Sohn eines Diplomingenieurs in Münster auf, wo er die Martin-Luther-Schule und ab 1960 das Johann-Conrad-Schlaun-Gymnasium besuchte. Nach dem Abitur 1971 studierte er Soziologie an der Universität Bielefeld. Die Professoren Helmut Schelsky und Niklas Luhmann übten einen prägenden Einfluss auf ihn aus. 1976 schloss er sein Studium als Diplom-Soziologe ab.
1980 wurde Jost Bauch in Bielefeld mit der Dissertation Motiv und Zweck: Studien zum Verhältnis von Individuum und bürgerlicher Gesellschaft promoviert (Gutachter Niklas Luhmann). 1994 wurde er mit einer Schrift zum Thema Gesundheit als sozialer Code an der Sozialwissenschaftlichen Fakultät der Universität Konstanz habilitiert (Gutachter Horst Baier). Damit erwarb er die Lehrberechtigung für das Fachgebiet Soziologie der Medizin und des Gesundheitswesens.

### Tätigkeiten
Von 1978 bis 1979 war Bauch als Wissenschaftlicher Angestellter der Pädagogischen Hochschule Dortmund tätig. Von 1979 bis 1997 war er bei der Bundeszahnärztekammer in Köln Wissenschaftlicher Referatsleiter des Referats Gesundheits- und Gesellschaftspolitik mit den Arbeitsschwerpunkten oralepidemiologische Forschung und zahnmedizinische Prävention. Von 1981 bis 1989 hatte er an der Universität zu Köln im Fachbereich Erziehungswissenschaften einen Lehrauftrag für Medizinsoziologie und Gesundheitserziehung.
Von 1997 bis 1999 war Bauch freiberuflicher Dozent, unter anderem für das mibeg-Institut Medizin in Köln, die Deutsche Arbeitsgemeinschaft für Jugendzahnpflege in Bonn und die Sozial- und Arbeitsmedizinische Akademie Baden-Württemberg. Von 2000 bis 2003 war er Geschäftsführer der „Hessischen Arbeitsgemeinschaft für Gesundheitserziehung“ in Marburg und beteiligte sich an der Umsetzung neuer Präventionskonzepte.
2000 übernahm Bauch die Vertretung der Professur für Soziologie an der Hochschule Neubrandenburg. Ab 2001 war er außerplanmäßiger Professor an der Universität Konstanz. 2002 wirkte er als freiberuflicher Dozent für Gesundheitsmanagement an der Kolping-Akademie. 2004 war er Laienrichter und Schöffe (ehrenamtlicher Richter) am Landgericht Bonn. 2007 hatte er in Luzern einen Lehrauftrag an der Hochschule für Soziale Arbeit.  2008 war er Wissenschaftlicher Angestellter bei der Gerl GmbH in Köln.
Bauch war auch als Autor, Publizist und Vortragsredner produktiv. Er veröffentlichte zwölf Bücher und mehr als hundert Aufsätze in Zeitschriften, unter anderem für die inzwischen inaktive Reihe Konstanzer Schriften zur Sozialwissenschaft sowie für Prävention. Die Fachzeitschrift für Gesundheitsförderung. Er schrieb fünfzig Forumsbeiträge in der Wochenzeitschrift Junge Freiheit. Seine Vorträge beschäftigten sich mit der soziologischen Analyse aktueller Ereignisse in Gesellschaft und Politik. Er referierte mehrfach zum Thema „In welcher Gesellschaft werden unsere Enkel leben?“, so im November 2004 bei der Kreissenioren-Union an seinem Wohnort Euskirchen und im Dezember 2007 bei der Berliner Burschenschaft Gothia.
Wegen der inhaltlichen Ausrichtung seiner öffentlichen Äußerungen zum demografischen Wandel und der Einwanderungspolitik, unter anderem in der Jungen Freiheit und im Internet-TV-Sender secret.tv, wurde er im Februar 2010 laut Beschluss einer Vollversammlung der Konstanzer Studentenschaft als akademischer Lehrer abgelehnt. Der Rektor Ulrich Rüdiger distanzierte sich von Bauch mit den Worten: „Eine Universität, für die internationaler Austausch, Toleranz und Respekt vor fremden Kulturen selbstverständlich ist, kann Bauchs Aktivitäten nicht billigen.“ Die Universitätsleitung sah jedoch keine Möglichkeit, ihm die Lehrbefugnis zu entziehen. In einem Interview mit der Jungen Freiheit schilderte Bauch die Vorgänge aus seiner Sicht.
Bauch war sieben Jahre lang Mitglied im Präsidium des rechtskonservativen Studienzentrums Weikersheim, als Vizepräsident und zuletzt zusammen mit Karl Albrecht Schachtschneider als Präsident. Er war Mitglied im Kuratorium der im Jahr 2017 gegründeten AfD-nahen Desiderius-Erasmus-Stiftung und Mitarbeiter der Fraktionsvorsitzenden der AfD im Bundestag Alice Weidel.

### Privates
Jost Bauch war zweimal verheiratet. Er hatte eine Tochter und zwei Enkelkinder. Am ersten Adventssonntag des Jahres 2018 starb er unerwartet im Alter von 69 Jahren. Er wurde auf dem Friedhof im Euskirchener Stadtteil Frauenberg beigesetzt.

## Publikationen (Auswahl)
- Gesundheit als sozialer Code: Von der Vergesellschaftung des Gesundheitswesens zur Medikalisierung der Gesellschaft. Juventa Verlag, Weinheim/München 1996, ISBN 3-7799-1167-1.
- Medizinsoziologie. Oldenbourg, München/Wien 2000, ISBN 3-486-24446-9.
- Krankheit und Gesundheit als gesellschaftliche Konstruktion: gesundheits- und medizinsoziologische Schriften 1979–2003 (= Konstanzer Schriften zur Sozialwissenschaft. Band 62). Hartung-Gorre, Konstanz 2004, ISBN 3-89649-929-7.
- Als Herausgeber: Gesundheit als System. Systemtheoretische Beobachtungen des Gesundheitswesens (= Konstanzer Schriften zur Sozialwissenschaft. Band 70). Hartung-Gorre, Konstanz 2006, ISBN 3-86628-077-7. (Inhaltsangabe und Inhaltsverzeichnis auf hartung-gorre.de.)
- Der Niedergang. Deutschland in der globalisierten Welt. Schriften wider den Zeitgeist. Ares Verlag, Graz 2010, ISBN 978-3-90247-584-8.
- Mythos und Entzauberung: Politische Mythen der Moderne. Hess Verlag, Bad Schussenried 2014, ISBN 978-3-87336-473-8.
- Abschied von Deutschland: Eine politische Grabschrift. Kopp Verlag, 2018, ISBN 978-3-86445-600-8.